# Kurt Alder
Kurt Alder (født 10. juli 1902 i Königshütte (i dag Chorzów), død 20. juni 1958 i Köln) var en tysk kemiker og Nobelprismodtager.
Han blev tildelt Nobelprisen i kemi i 1950 sammen med Otto Diels, for deres arbejde på det der i dag er kendt som Diels–Alder reaction.
Månekrateret Alder er opkaldt efter ham.